# Ray West
George Raymond „Ray“ West (* 29. November 1925 in Detroit, Michigan; † 17. Februar 2016 in Santa Barbara, Kalifornien) war ein US-amerikanischer Tontechniker, der neben Nominierungen für verschiedene Auszeichnungen den Oscar für den besten Ton erhielt.

## Leben
Einer der ersten Filme, an denen Ray West als Tontechniker beteiligt war, war Ein ausgekochtes Schlitzohr im Jahr 1977. Noch im selben Jahr arbeitete West an dem Science-Fiction-Film Krieg der Sterne von George Lucas, für den er zusammen mit Don MacDougall, Bob Minkler und Derek Ball einen Oscar in der Kategorie „Bester Ton“ erhielt, ebenso den BAFTA-Award in dieser Kategorie. 1979 erhielt er den Emmy für seine Arbeit als Tontechniker an dem Fernsehfilm Wir fliegen auf dem Wind, ein Erfolg, den er 1987 mit Todesursache – Agent Orange wiederholte. Insgesamt erhielt West noch zehn weitere Emmy-Nominierungen für seine mehr als 70 Beteiligungen an Kino- und Fernsehproduktionen. West arbeitete nach Krieg der Sterne unter anderem an zwei Filmen der Star-Trek-Reihe, Star Trek II: Der Zorn des Khan und Star Trek III: Auf der Suche nach Mr. Spock, dem Filmdrama Die Maske, aber auch an einigen Fernsehserien, wie etwa der vierten Staffel der Krimiserie Miami Vice. Zuletzt arbeitete West als Mischtonmeister an dem im Jahr 1993 veröffentlichten Actionfilm Sniper.

## Filmografie (Auswahl)
- 1977: Ein ausgekochtes Schlitzohr (Smokey and the Bandit)
- 1977: Krieg der Sterne (Star Wars)
- 1978: Wir fliegen auf dem Wind (The Winds of Kitty Hawk) (TV-Film)
- 1979: Feuerfalle (The Triangle Factory Fire Scandal) (TV-Film)
- 1980: Urban Cowboy
- 1980: The Fog – Nebel des Grauens (John Carpenter’s The Fog)
- 1981: Satisfaction (High Risk)
- 1981: Fire on the Mountain (TV-Film)
- 1981: Nachtfalken (Nighthawks)
- 1982: Beastmaster – Der Befreier (Beastmaster)
- 1982: The Executioner’s Song (TV-Film)
- 1982: Star Trek II: Der Zorn des Khan (Star Trek II: The Wrath of Khan)
- 1982: Der verführte Mann – L’Homme blessé (L’Homme blessé)
- 1983: Cujo
- 1984: Star Trek III: Auf der Suche nach Mr. Spock (Star Trek III: The Search for Spock)
- 1985: Die Maske (Mask)
- 1985: Verdammt, die Zombies kommen (The Return of the Living Dead)
- 1986: Quatermain II – Auf der Suche nach der geheimnisvollen Stadt (Allan Quatermain and the Lost City of Gold)
- 1986: Black Moon (Black Moon Rising)
- 1986: Todesursache – Agent Orange (Unnatural Causes) (TV-Film)
- 1987: Miami Vice (TV-Serie – 1 Episode)
- 1987: Blumen der Nacht (Flowers in the Attic)
- 1987: Out on a Limb (TV-Serie – 2 Episoden)
- 1987: LBJ: The Early Years (TV-Film)
- 1987: Das Recht zu sterben (Right to Die) (TV-Film)
- 1987: Bluffing It (TV-Film)
- 1988: Die Galaxis der Gesetzlosen (Earth Star Voyager) (TV-Miniserie)
- 1988: Sunset – Dämmerung in Hollywood (Sunset)
- 1988: Wunderbare Jahre (The Wonder Years) (TV-Serie)
- 1988: Kid Glove's last Fight (Split Decisions)
- 1990: The Sleeping Car
- 1991: Hilfe, Dinosaurier! (Adventures in Dinosaur City)
- 1992: Into the Sun
- 1992: Mindwarp
- 1993: Sniper – Der Scharfschütze (Sniper)

## Auszeichnungen und Nominierungen
- 1978: Oscar in der Kategorie „Bester Ton“ für Krieg der Sterne[3]
- 1979: BAFTA-Award in der Kategorie „Bester Ton“ für Krieg der Sterne[4]
- 1979: Emmy in der Kategorie „Outstanding Achievement in Film Sound Mixing“ für Wir fliegen auf dem Wind[5]
- 1979: Emmy-Nominierung in der Kategorie „Outstanding Achievement in Film Sound Mixing“ für Feuerfalle[5]
- 1982: Emmy-Nominierung in der Kategorie „Outstanding Achievement in Film Sound Mixing“ für Fire on the Mountain[6]
- 1983: Emmy-Nominierung in der Kategorie „Outstanding Film Sound Mixing for a Limited Series or a Special“ für The Executioner’s Song[7]
- 1987: Emmy-Nominierung in der Kategorie „Outstanding Sound Mixing for a Drama Miniseries or a Special“ für Out on a Limb[8]
- 1987: Emmy-Nominierung in der Kategorie „Outstanding Sound Mixing for a Drama Miniseries or a Special“ für LBJ: The Early Years[8]
- 1987: Emmy in der Kategorie „Outstanding Sound Mixing for a Drama Miniseries or a Special“ für Todesursache – Agent Orange[8]
- 1988: Emmy-Nominierung in der Kategorie „Outstanding Sound Mixing for a Dramatic Miniseries or a Special“ für Bluffing It[9]
- 1988: Emmy-Nominierung in der Kategorie „Outstanding Sound Mixing for a Drama Series“ für Miami Vice[10]
- 1988: Emmy-Nominierung in der Kategorie „Outstanding Sound Mixing for a Dramatic Miniseries or a Special“ für Die Galaxis der Gesetzlosen[9]
- 1988: Emmy-Nominierung in der Kategorie „Outstanding Sound Mixing for a Dramatic Miniseries or a Special“ für Das Recht zu sterben[9]
- 1989: Emmy-Nominierung in der Kategorie „Outstanding Sound Mixing for a Comedy Series or a Special“ für Wunderbare Jahre[11]
- 1990: Emmy-Nominierung in der Kategorie „Outstanding Sound Mixing for a Comedy Series or a Special“ für Wunderbare Jahre[12]